# 寇遐

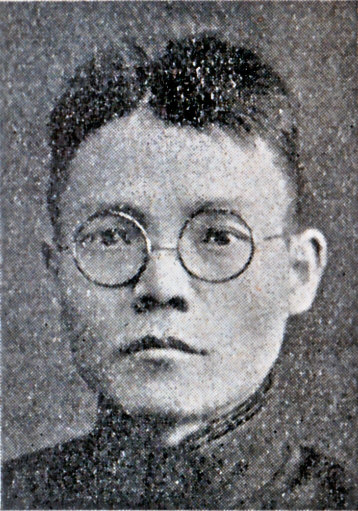
寇遐

寇遐（1884年—1953年9月6日），字勝孚，号玄疵，陝西省同州府蒲城县人，中华民国政治人物。

## 生平

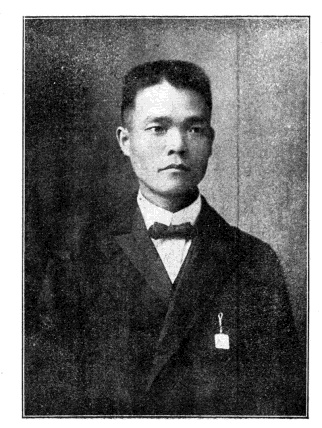
《民国之精华》中的寇遐照片

1906年（光緒32年），寇遐入西安師範学堂選科。在校期间，寇遐加入中国同盟会。1909年（宣統元年）毕业後，寇遐任同州中学堂監学。同时，他还为支援陝西省内的革命派起义而秘密活動。
中華民国成立后，寇遐任陝西省臨時議会副議長，并当选第一届国会衆議院議員。作为革命派，寇遐参加了反对袁世凱的活動。袁世凯死後，第一届国会恢复，寇遐继续任众议院议员。
孫文（孫中山）发动護法運動后，寇遐赴广州，成为国会非常会議議員、大元帥府参議。1922年（民国11年），第一届国会再次恢复，寇遐赴北京继续任衆議院議員。翌年，曹锟贿选发生，寇遐反对贿选，回到孫中山麾下。
1924年（民国13年）第二次直奉战争之際，寇遐参与馮玉祥的甲子政变（又稱首都革命、北京政变），推翻曹錕。1925年（民国14年）12月，寇遐任許世英內閣農商总長。翌年3月，在賈德耀內閣执政期间，寇遐辞职。此後，寇遐寓居北京。
1931年（民国20年），寇遐回到家乡，任陝西省政府委員、陕西省臨時参議会議員、国民政府行政院僑務委員会委員、賑務委員会委員。寇遐爱好研究金石文，1934年（民国23年）发起成立西安金石書画学会，并任会長。此外，寇遐的秦腔造詣很深，写有研究论著。
中華人民共和国成立後，寇遐留在家乡，任陝西省人民政府委員。
1953年9月6日，寇遐在西安逝世。享年70岁。